# Giuseppe Cangiano
Giuseppe Cangiano (Cittaducale, 6 settembre 1875 – Firenze, 29 agosto 1920) è stato un poliziotto italiano medaglia d'argento al valor civile alla memoria.

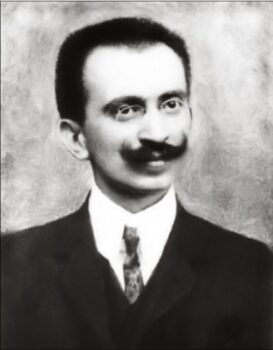

Commissario di Pubblica Sicurezza a Firenze, cadde per mano di un anarchico durante alcuni scontri a carattere politico il 29 agosto 1920. Fu uno dei primi caduti delle forze dell'ordine durante il biennio rosso.

## Biografia
Nato a Cittaducale (allora in provincia dell'Aquila, oggi in quella di Rieti) da una famiglia dell'alta borghesia locale, fu indirizzato dal padre Ludovico e dalla madre Prassede Costantini agli studi classici. A fine secolo si trasferì a Roma per gli studi in legge. Nella capitale fu, tra l'altro, segretario personale dell'on. Roselli e giornalista in alcune riviste. Entrò nell'Amministrazione di Pubblica Sicurezza nel 1905, e dopo il corso di polizia scientifica, sempre a Roma, nominato delegato di III classe, fu assegnato alla Questura di Firenze. Nel 1907 sposò Argia Cipriani, figlia del noto scultore Adolfo Cipriani, dalla quale ebbe tre figli, Matilde, Bianca e Renzo.
Dalle note biografiche riportate dalle cronache giornalistiche si evince una carriera brillante: a Firenze prestò servizio al gabinetto del Questore, al Commissariato Santo Spirito e fu responsabile della Squadra mobile, della Squadra provinciale annonaria e della Squadra del buon costume. All'epoca della morte dirigeva il Commissariato centrale di San Giovanni, il più importante del capoluogo toscano, dove, con tre promozioni al merito e dodici encomi, era ritenuto una delle figure più autorevoli del Ministero dell'Interno della regione.
È sepolto al cimitero monumentale delle Porte Sante di San Miniato al Monte in Firenze.

## L'uccisione

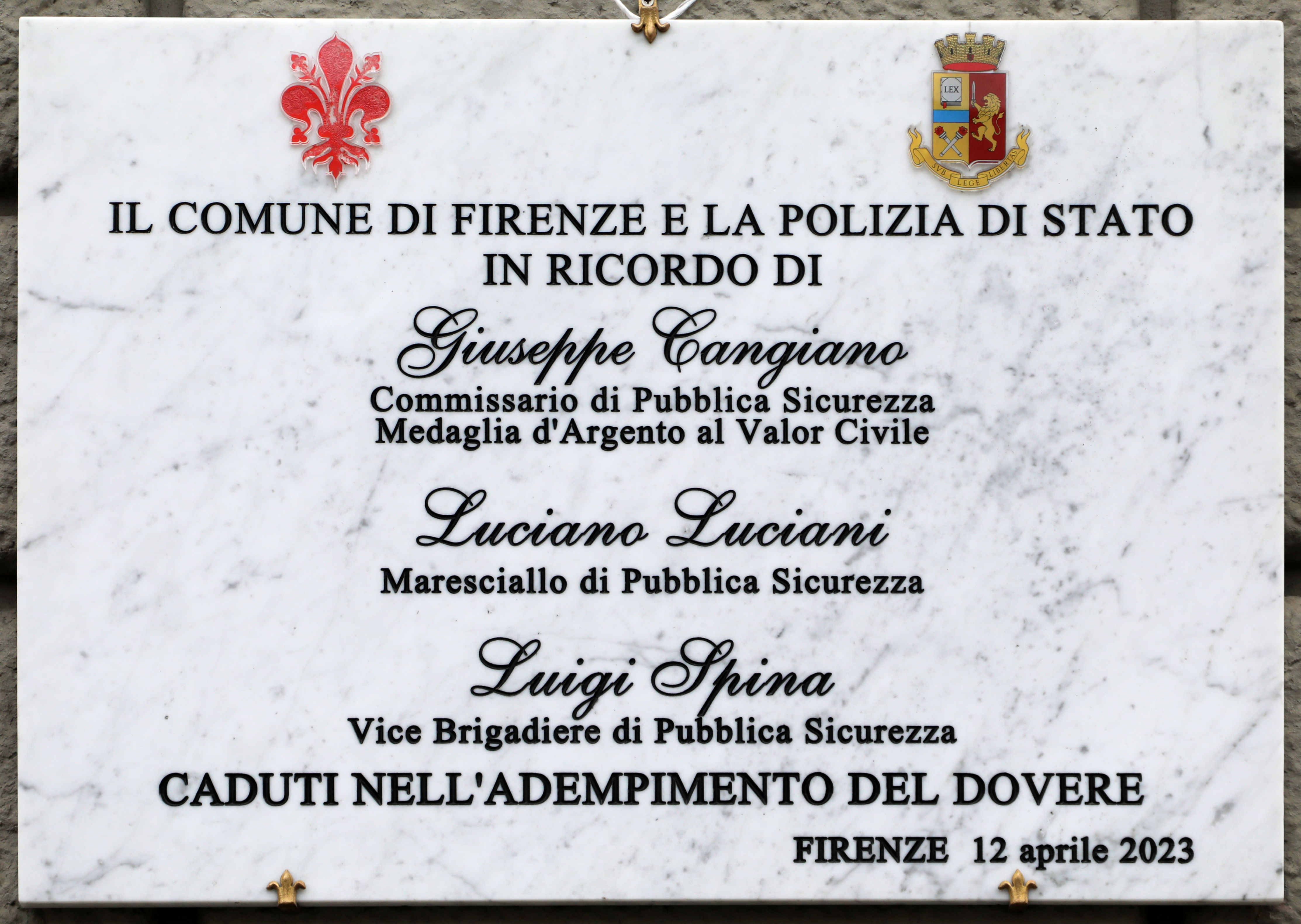
Lapide apposta nel 2023 in piazza della Repubblica a Firenze

Si era all'alba dell'occupazione delle fabbriche che sarebbe avvenuta nel settembre di quell'anno, in un periodo di forti tensioni sociali, passato alla storia come biennio rosso, che dalla campagna non erano ancora transitate nel resto del tessuto sociale.
Secondo le cronache del tempo, nel pomeriggio di domenica 29 agosto 1920 piazza S. Maria Novella era gremita per una manifestazione del Partito Socialista e della locale Camera del lavoro. Il comizio ebbe inizio alle 17:00; il dispiegamento di forze dell'ordine era esiguo per la decisione degli organizzatori di non effettuare alcun corteo.
Al termine del comizio, un gruppo di facinorosi si diresse verso l'odierna piazza della Repubblica (allora piazza Vittorio Emanuele) transitando per piazza del Duomo e raccogliendo lungo il percorso un gruppo consistente di manifestanti (secondo alcune stime tra le 200 e le 300 persone). Essendo l'improvvisato corteo in vista di piazza Vittorio Emanuele, gremita di cittadini nel pomeriggio domenicale, il commissario Cangiano ritenne di intervenire per parlamentare con il gruppo di manifestanti. Le cronache riportano che, malgrado alcuni cenni di malcontento e qualche fischio, i manifestanti si fossero convinti a dirigersi verso la Camera del lavoro e poi sciogliere il corteo non autorizzato. La cautela mostrata sin dal primo momento dal funzionario era motivata dalla consapevolezza del delicato momento politico e sociale, caratterizzato da tensioni che trovavano poche risposte nel governo Giolitti, sostenuto da una maggioranza parlamentare sofferta e litigiosa.
All'improvviso, testimoni oculari riportarono che alcuni facinorosi, probabilmente infiltratisi all'interno del corteo, cominciarono a farsi sotto al commissario. Alle sue spalle venne sferrato un colpo di bastone che lo colpì alla testa, facendogli cadere il cappello. Non appena si voltò gli venne sparato un colpo alla fronte a bruciapelo, e un secondo colpo al volto gli fu esploso quando era a terra. 
Nel fuggi fuggi generale fu soccorso da un brigadiere dei Reali Carabinieri in borghese e da alcune guardie regie, che lo adagiarono in una vettura pubblica dirigendosi al vicino ospedale di Santa Maria Nuova, dove il commissario giunse cadavere. Nel frattempo, nella piazza scoppiarono disordini che impegnarono a lungo i carabinieri e le guardie presenti.
L'uccisione di Cangiano ebbe eco nazionale, e scosse profondamente l'opinione pubblica, suscitando una risposta ancor più indecisa da parte del governo, già in bilico tra posizioni conservatrici e maldestri tentativi di riforma. L'episodio è ricordato con una lapide all'interno del sacrario ai caduti della Questura di Firenze, dov'è commemorato annualmente.
Il figlio Renzo, ufficiale dell'Esercito, cadrà in combattimento in Jugoslavia nel dicembre del 1943 alla testa del proprio reparto, che dopo l'armistizio dell'8 settembre si era unito alla resistenza contro il nazifascismo.

## Onorificenze
Medaglia d'argento al valor civile alla memoria concessa in data 23 ottobre 1924 (G.U. 258 del 5 novembre 1924, parte prima), con la seguente motivazione: «Allo scopo di evitare un conflitto, che avrebbe potuto causare vittime innocenti, affrontava da solo una turba scalmanata di sovversivi in procinto di commettere atti di violenza e mentre tentava con la persuasione d'indurre i più facinorosi alla calma, veniva colpito a morte da un colpo di rivoltella sparatogli a bruciapelo da un anarchico».
A consegnare la decorazione alla vedova fu il sindaco di Firenze, sen. Antonio Garbasso, nel corso della solenne cerimonia che si tenne in Palazzo Vecchio il 21 aprile 1925, alla presenza di un ministro del Regno, di autorità istituzionali e della cittadinanza.